# Siracusa Calcio 1924
Il Siracusa Calcio 1924, meglio noto come Siracusa (AFI: /siraˈkuza/, è una società calcistica italiana con sede nella città di Siracusa. Milita in Serie C, la terza divisione del campionato italiano di calcio. 
Il club attuale è erede del titolo sportivo della squadra fondata per la prima volta nel 1924 e che ottenne i migliori risultati con il sodalizio del 1937 (AS Siracusa), fallito nel 1995 a causa di una grave crisi debitoria. La nuova società, ricostituita nel luglio del 2021, è ripartita dal campionato di Eccellenza, facendosi portatrice dell'intera tradizione calcistica  aretusea.
Il primo club cittadino fu fondato il 1º aprile 1924, con la denominazione di Circolo Sportivo Tommaso Gargallo, grazie alla fusione di tre società preesistenti. Nella stagione 1946-1947 il club venne ammesso per la prima volta in Serie B, categoria che ha disputato complessivamente per 7 campionati, ottenendo come miglior piazzamento il 5º posto nella stagione 1950-1951. 
La squadra si trova al 71º posto nella classifica perpetua della Serie B e al 72º nel ranking della tradizione sportiva in Italia. Complessivamente annovera 51 partecipazioni in Serie C, vinto due campionati di Serie C2 e quattro di Serie D. Nel 1979 vince la Coppa Italia Semiprofessionisti, prima squadra siciliana ad aggiudicarsi questo trofeo nazionale. Il Siracusa inoltre include una partecipazione alla  Coppa Anglo-Italiana nel 1976, competizione calcistica tra società italiane e inglesi, svoltasi dal 1970 al 1996.
Il Siracusa è il quarto club in Sicilia per maggior numero di partecipazioni a campionati professionistici (58) dopo Palermo (98), Catania (86) e Messina (74).
Il colore sociale del club è l'azzurro, mentre lo storico simbolo è il leone. L'impianto sede delle partite casalinghe è lo stadio Nicola De Simone.

## Storia

### Origini e fondazione della prima squadra professionistica

Ortigia Sport Club nel 1907

La prima formazione calcistica siracusana nasce nel 1907 con l'Ortigia Sport Club. Esso prenderà parte, due anni più tardi, alla Coppa Lipton arrivando a disputare la semifinale (disputata a Palermo il 10 aprile 1909) contro i locali del Palermo FBC, vinta da questi ultimi col punteggio di 4-2, nonostante la vittoria a tavolino nel prepartita a causa dello schieramento di giocatori professionisti nelle file dell'Ortigia, cosa espressamente vietata dai regolamenti dell'epoca. L'incontro fu comunque disputato come amichevole. Eccetto sporadiche apparizioni a livello provinciale, da quel momento non si avranno più notizie del club isolano, se non nei primi anni venti, quando sorsero nuovi club. Tra questi, vanno citati in modo particolare il 75º Reggimento Fanteria, l'Esperia e l'Insuperabile. Nel 1923 si aggiunse il Circolo Sportivo Tommaso Gargallo, dal nome del poeta siracusano.
La sera del 1º aprile 1924 avvenne la svolta per il calcio cittadino: la fusione tra Esperia, Insuperabile e 75º Fanteria nella sezione calcio del CS Tommaso Gargallo, fusione sponsorizzata e attuata da Luigi Santuccio e Genesio Pioletti. A determinare ciò fu un quadrangolare organizzato da una rappresentativa del Gargallo in cui parteciparono le suddette squadre, vinto dalla società organizzatrice che batté gli ortigiani dell'Esperia 9-0 in finale. A fusione avvenuta la famiglia Gargallo, con a capo i pronipoti di Tommaso Gargallo, Filippo Francesco e Mario Tommaso, stanziò 5.000 lire per costruire le basi economiche della neonata società aretusea.

La prima del Gargallo Siracusa in casacca nera contro gli inglesi della Centurion nel 1924

La prima uscita ufficiale del Gargallo Siracusa post-fusione è attestata all'autunno 1924. Il club, allora presieduto dal duo Salvatore Monteforte e Luigi Santuccio ed allenato da Genesio Pioletti, indossò per l'occasione una casacca nera in omaggio al regime fascista. 
L'avversario affrontato in amichevole fu la Centurion, formazione di marinai inglesi attraccati al porto di Siracusa (dalla nave da battaglia HMS Centurion). La gara fu disputata all'impianto sportivo Coloniale ubicato in via Von Platen, e vide prevalere nettamente la formazione inglese che vinse col punteggio di 6 a 1. Per gli aretusei realizzò il goal della bandiera Genesio Pioletti su calcio di rigore. Tuttavia, chi assistette alla partita venne a sapere della presenza nella squadra inglese di alcuni calciatori della nazionale, giustificando così la netta differenza dei valori in campo.

### La nascita dell'Associazione Sportiva Siracusa
All'unificazione dei campionati, nel 1929, il Siracusa partì già dalla nuova stagione di Prima Divisione (odierna terza serie italiana di calcio) e restò in cadetteria sino al 1934-1935. Al quinto anno consecutivo, il Siracusa partì male e, con problemi economici, iniziò l'annata con un punto di penalizzazione. Non molto dopo, sempre per motivi finanziari, si ritirò dalla stagione. Il 27 marzo 1935, dopo l'ultima rinuncia, il Direttorio Divisioni Superiori decretò quindi la radiazione della società dai propri ranghi. Dopo due anni di tentativi di fondare un nuovo club, in una data imprecisata del 1937 vide la luce l'Associazione Sportiva Siracusa, matricola federale 49470, per merito di alcuni appassionati aretusei che la iscrissero al campionato siciliano. In seguito, dopo essere tornata in Serie C, sfiorò ripetutamente il salto di categoria, ottenendo: dal 1938 al 1940 il secondo posto consecutivo, nell'annata 1940-1941, con la compagine siracusana allenata dall'esordiente Giuseppe Viani, il primo posto, perdendo poi nel girone A finale i primi due posti validi per un solo punto, e dal 1941 al 1943 di nuovo la seconda posizione consecutiva in graduatoria.

### Gli anni quaranta, la prima volta in Serie B

Il Siracusa della Serie B 1947-1948 arrivato quinto in classifica

Il 22 settembre 1946 rappresentò una data storica per la società calcistica di Siracusa: per la prima volta in assoluto ottenne l'ammissione in Serie B, grazie ai titoli sportivi e alle mancate promozioni negli anni precedenti, esordendo in cadetteria nella stagione 1946-1947, in un Siracusa-Foggia terminato 3-0, con doppietta di Luciano Cavaleri (autore del primo gol degli azzurri in B) e rete di Dandolo Flumini. Il Siracusa militò in Serie B sette anni di fila, fino al 1952-1953, disputando diversi derby con Catania, Palermo e Messina ed incontrando inoltre club di grosso blasone come Genoa, Napoli e Roma.
Tra gli attaccanti più prolifici negli anni della Serie B sicuramente figura Bruno Micheloni, centravanti di stazza, che nel triennio trascorso a Siracusa mise a segno la bellezza di 53 reti.
A fine anni sessanta gli azzurri attraversano un periodo critico che li vede retrocedere in Serie D nella stagione 1967-1968, dopo 31 anni trascorsi fra la B e la C.
Dopo i primi due campionati conclusi rispettivamente al 3º e al 10º posto, nel terzo e ultimo, il 1970-1971, il Siracusa riuscì a disputare un campionato al vertice, in cui tenne un lungo testa a testa con il Cantieri Navali Palermo. Entrambe le formazioni chiusero al primo posto in campionato e giocarono due spareggi, uno al Celeste di Messina (0-0) e l'altro al Collana di Napoli (1-1): qui, dopo i tempi supplementari, la vittoria fu assegnata con il lancio della moneta agli aretusei, sancendo così il ritorno in C dopo tre anni.

### 1979: Campionato, Coppa Italia Semiprofessionisti e la morte di Nicola De Simone

Il calciatore Nicola De Simone che morì a causa di uno scontro di gioco il 30 maggio 1979

Dopo essere stato declassato in Serie C2, nella stagione 1978-1979, sotto la guida del neo presidente Claudio Cassone, vinse campionato e Coppa Italia Semiprofessionisti, aggiudicandosi in casa il trofeo il 17 giugno 1979 battendo la Biellese con rete di Walter Ballarin a tre minuti dal termine. 
La stagione ebbe comunque un sapore agrodolce in quanto caratterizzata anche dalla scomparsa del difensore Nicola De Simone, ricoverato d'urgenza a Napoli dopo un duro incidente di gioco subito durante la trasferta a Palma Campania, deceduto dopo 17 giorni di coma e a cui fu dedicato lo stadio.

### L'era Imbesi
Nel 1986 diviene proprietario del club aretuseo Giuseppe Pippo Imbesi, imprenditore attivo nel settore alimentare (aveva una catena di supermercati in città) e appassionato di calcio allo stesso tempo. Venne definito dai più il presidentissimo per l'amore smisurato verso i colori azzurri. Avvicinatosi in dirigenza nella stagione 1978-79, diventando da lì a poco socio di maggioranza, per poi rilevarla del tutto insieme ad alcuni soci nella primavera 1981 dall'ex presidente Giancarlo Parretti. Questa prima esperienza non da presidente ma sempre da socio finisce già nell'ottobre dello stesso anno e la società ritorna a Cassone. Rientra nell'agosto 1986 quando, sempre insieme ad alcuni soci, fonda la nuova AS Siracusa con la quale rileva il Siracusa Calcio, fallito a giugno, dal curatore fallimentare salvandolo così dalla radiazione e dalla scomparsa mantenendo lo storico numero di matricola federale 49470 e il titolo sportivo di serie C2. Diventato ufficialmente presidente, e dopo due anni di tentativi nonché di innumerevoli sforzi economici, nella stagione 1988-89 costruisce una squadra ottenendo la promozione in Serie C1 dopo ben otto anni di assenza, battendo in un Nicola De Simone gremito per l'occasione (oltre diecimila presenze) la Lodigiani per 3-1 con reti di Pannitteri, Mezzini e Martin. Si dimise nel 1989, prima della fine del campionato, a causa dei problemi finanziari che lo affliggevano e per non coinvolgere il Siracusa nell'imminente fallimento della sua azienda. 

### 1995: Il fallimento dell'A.S. Siracusa

AS Siracusa stagione 1994-1995 militante in Serie C1

Nell'estate del 1995 venne scritta una delle pagine più nere della vicenda del Siracusa: per la prima volta nella sua lunga storia calcistica, la Lega sancì difatti la sua radiazione dai campionati professionistici, per via dei debiti accumulati. Nella stagione 1994-1995, il Siracusa con Giuliano Sonzogni in panchina e Feliciano Di Blasi preparatore atletico, si ritrovò capolista a punteggio pieno dopo dieci giornate, dunque lottando per la promozione, ma la permanenza in cima alla classifica durò poco a causa della serie negativa che fece perdere la vetta a favore della Reggina vittoriosa nello scontro diretto del De Simone per 0-2, e soprattutto la precaria situazione economica della società costretta a vendere elementi di valore come Leonardo Colucci alla Lazio per fare cassa. Nonostante le difficoltà, la formazione di Sonzogni riuscì non solo a portare a termine il campionato ma pure a restare nelle zone alte della classifica, concludendo al quinto piazzamento finale nel proprio girone e dominando il Nola per un punto di vantaggio: grazie a questo piazzamento, si assicura l'accesso ai play-off, non senza sofferenze protrattesi fino all' ultima giornata disputata il 28 maggio 1995, in cui pareggiò 0-0 contro l'Empoli, all'epoca allenato da Luciano Spalletti, nonché grazie alla contemporanea vittoria del Casarano ai danni dei Nolesi, diretta concorrente degli aretusei. In concorrenza inoltre, per il salto di categoria, nella classifica finale ai play-off, c'erano anche l'Avellino, il Gualdo e infine di nuovo i corregionali del Trapani (questi in vantaggio di 2 punti dal Siracusa) allenati da Ignazio Arcoleo.
L'avversario designato dalla griglia play-off sono gli avellinesi. Una delle possibilità di salvare il salvabile era proprio il raggiungimento della Serie B per via del premio in denaro destinato alle promosse. L'incontro di andata, disputatosi al Granillo di Reggio Calabria per inadeguatezza dello stadio De Simone, vide gli azzurri avere la meglio sugli irpini per 2-1 (reti di Scaringella e Logarzo), per la gioia dei cinquemila aretusei al seguito. Al ritorno, in un clima decisamente ostile e intimidatorio, con la sconfitta per 1-0 il Siracusa uscì mestamente dai play-off, e a distanza di un mese venne radiato dalla Lega. 
Il fallimento, invece, fu pronunciato dal Tribunale di Siracusa il 6 febbraio 1996, comportando la conseguente revoca dell'affiliazione e della matricola federale 49470 in cui era contenuta tutta l'anzianità e la storia azzurra lunga quasi 60 anni, nonché la perdita della denominazione storica AS Siracusa simbolo di appartenenza e riconoscimento per intere generazioni di sportivi aretusei.

### 12 gennaio 1998: La morte di Giorgio Di Bari

L'indimenticato Giorgio Di Bari

Negli anni del dilettantismo, una notizia sconvolge la tifoseria azzurra. L'ex capitano Giorgio Di Bari, bandiera a cavallo fra gli anni 80/90, muore all'età di 34 anni mentre di ritorno da un allenamento con la sua squadra dell'epoca il Bisceglie viene colpito da infarto fulminante mentre era all'interno della sua auto. Il difensore, pugliese di nascita ma siracusano d'adozione (sposò una siracusana da cui ebbe un figlio), ancora oggi risulta essere tra i più presenti in maglia azzurra con le sue 204 gare disputate. In occasione del suo funerale svoltosi alla Cattedrale di Siracusa, parteciparono migliaia di tifosi azzurri che gli resero omaggio. A lui la città di Siracusa ha dedicato un impianto sportivo.

### Le ripartenze dai campionati dilettantistici fino alla Serie C
Le annate 1995, 2012 e 2019 rimangono ben impresse nelle memorie degli sportivi azzurri, ricordate per i fallimenti subiti che ne hanno poi contraddistinto delle pronte risalite ai campionati professionistici nel corso di quasi un trentennio.
Nel 1995 il Siracusa ripartì dal campionato di Promozione, dopo ben 14 anni riuscì l'impresa di riportare il Siracusa nuovamente nei campionati professionistici a Luigi Salvoldi, presidente azzurro dal 2004 al 2012. Gli sforzi della società non furono premiati in quanto 3 anni dopo, il 16 luglio 2012, a causa del mancato versamento della fidejussione da parte del club, necessario per l'iscrizione, il Siracusa fu nuovamente escluso dalla Prima Divisione dal consiglio direttivo della Lega Pro, dopo che, ottenuto un terzo posto in classifica (campionato vinto sul campo poi compromesso per via di una penalizzazione di 5 punti inflitta al club) venne eliminato dai playoff promozione dal Lanciano.
L'estate 2012 venne ricordata a lungo a Siracusa per il rischio concreto che la città non venisse rappresentata da alcuna realtà calcistica.

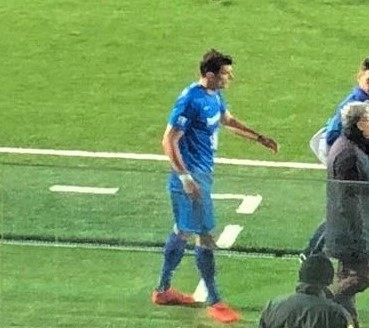
Giangiacomo Magnani ai tempi della sua militanza al Siracusa (2017)

Questa possibilità venne scongiurata ad agosto, grazie all'impegno della tifoseria organizzata che creò un azionariato popolare, ed il 23 del mese nacque l'Associazione Sportiva Dilettantistica Siracusa Calcio, poco dopo ridenominata ASD Città di Siracusa per motivi federali, che venne iscritta al campionato di Terza Categoria, vinto insieme al Trofeo delle Province.
La svolta avvenne il 25 giugno 2013, quando l'imprenditore siracusano Gaetano Cutrufo (all'epoca presidente del Palazzolo, militante in Eccellenza) rilevò la società e decise di trasferirne il titolo sportivo nel capoluogo. Dopo un primo anno di assestamento, nelle successive due stagioni ottenne due promozioni dirette, riportando a distanza di soli quattro anni il Siracusa in terza serie.
Con l'accesso al campionato professionistico di terza serie, si torna alla vecchia denominazione già utilizzata negli anni '70 Siracusa Calcio.
Nella stagione 2016-2017 gli azzurri tornano a vincere i derby casalinghi contro Catania e Messina. Così, dopo 64 anni (il 10 dicembre 2016), gli aretusei hanno la meglio sui cugini etnei per 1-0 grazie al gol realizzato da Filippo Scardina nel derby Siracusa-Catania, mentre a distanza di qualche giorno (il 22 dicembre), esattamente 39 anni dopo l'ultima volta, battono i peloritani col punteggio di 2-0. grazie alla doppietta siglata da Emanuele Catania.
Nella stagione 2018-2019 l’imprenditore etneo Giovanni Alì subentra alla gestione Cutrufo, dove nell’arco di una stagione travagliata, rinuncia ad iscrivere il club al campionato di Serie C per problemi economici. Il 16 luglio il Comune di Siracusa pubblica il bando per la costituzione di un nuovo soggetto sportivo, ripartendo dalla Serie D tramite il "lodo Giorgetti" (ex lodo Petrucci) ma non si riescono a presentare i documenti richiesti dalla FIGC per l'ammissione in D in sovrannumero. 
Ripartito nel 2019 dal campionato di Promozione per volontà di Gaetano Cutrufo che iscrive il club in sovrannumero, ottiene il salto di categoria in Eccellenza in una stagione complicata a seguito della pandemia di COVID-19 che comporta lo stop dei campionati dilettantistici in anticipo.
L’anno successivo lascia la presidenza a Salvatore Montagno, ex dirigente aretuseo anni novanta.

### Rifondazione sotto la presidenza Ricci
Nella stagione 2022-2023, la società aretusea presieduta da Salvatore Montagno ufficializza l'ingresso in società del nuovo socio Alessandro Ricci imprenditore di origini toscane, industriale impegnato nel campo delle energie rinnovabili. Durante la presentazione viene comunicato alla stampa il cambio di denominazione in Siracusa Calcio 1924, in vista del centenario dalla nascita del club. Tra le dichiarazioni rilasciate in sede di presentazione, Ricci illustra ai presenti l'obiettivo di riportare la città di Siracusa a disputare i campionati professionisti entro il triennio. Al termine della stagione il Siracusa ottiene la vittoria dei play-off con conseguente promozione in Serie D nella finale disputata contro l'Enna al Nicola De Simone davanti a 5mila spettatori. 

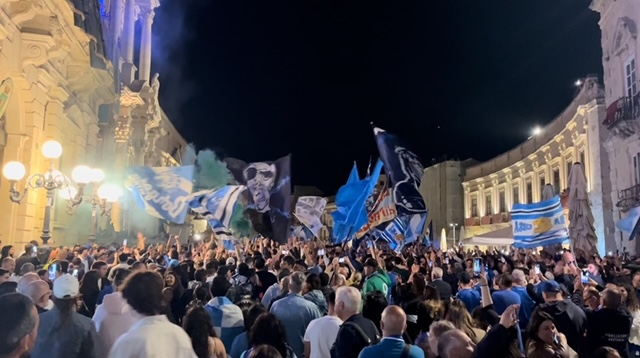
Piazza Duomo gremita per la festa promozione in serie C

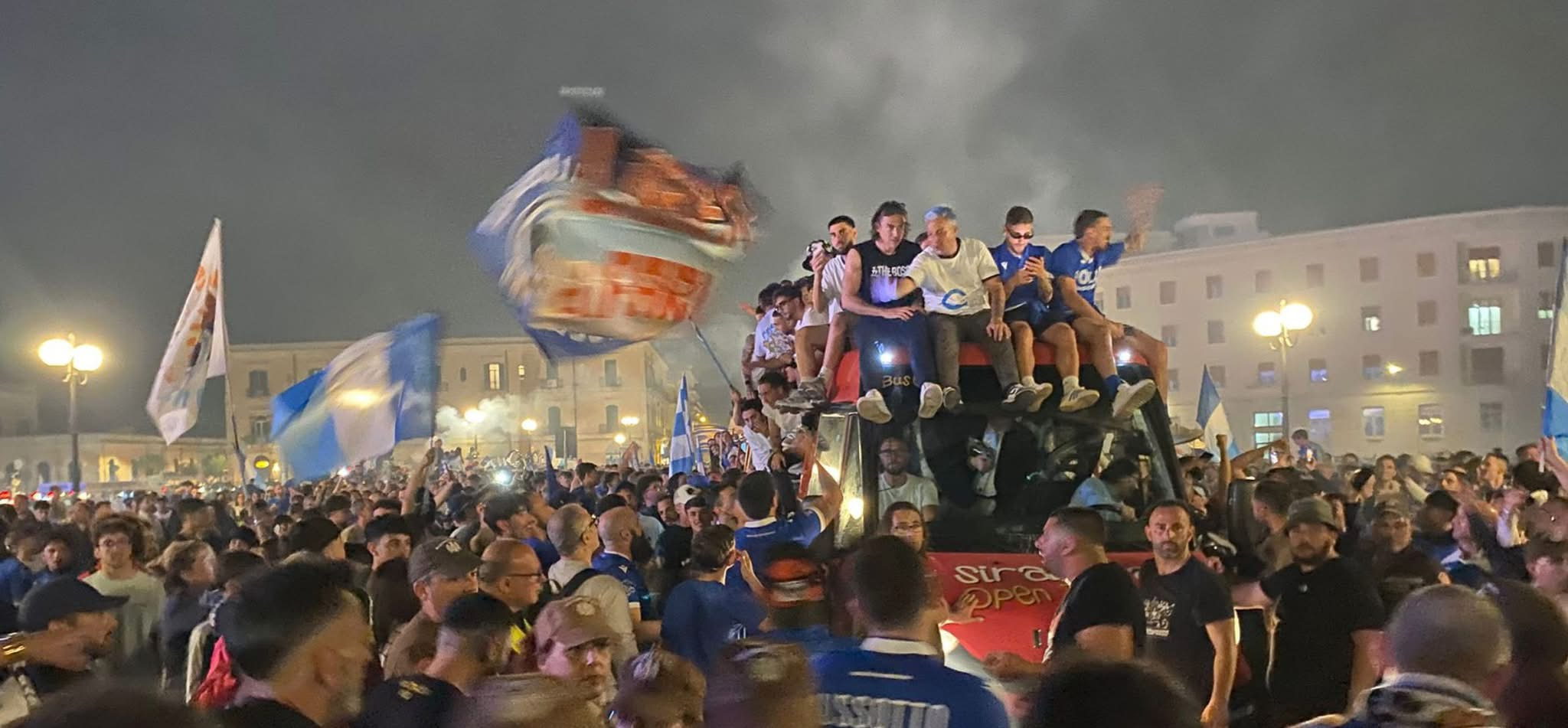
Il presidente Ricci omaggiato insieme alla squadra durante i festeggiamenti

L'anno successivo Alessandro Ricci diventa il nuovo presidente del Siracusa. Al termine di una brillante stagione, gli aretusei purtroppo non riescono nell'intento di vincere il campionato, nonostante l'ottenimento del secondo posto in classifica, la vittoria dei play-off, con 81 punti complessivi in classifica e 79 gol realizzati.
Nella stagione 2024-2025 dopo un campionato avvincente, il Siracusa centra l'obiettivo di tornare a disputare un campionato professionistico nel triennio della gestione Ricci, ottenendo la promozione al campionato di Serie C, a discapito della Reggina distanziata di appena un punto in classifica nell'ultima giornata di campionato.. Al ritorno della vittoriosa trasferta di Barcellona Pozzo di Gotto, la squadra viene accolta da circa 10mila tifosi che prima invadono le principali strade della città per poi successivamente congiungersi in Piazza Duomo, cuore pulsante del centro storico di Siracusa
Inserito nel raggruppamento della Poule Scudetto, gli azzurri dopo aver vinto sia il girone di pertinenza che la semifinale, perdono sul neutro di Teramo la finale contro il Livorno 2-1, con al seguito 500 sostenitori aretusei.

## Colori e simboli

### Colori

La casacca donata da Alcom Supermercati nella gara del 28 maggio 1995, l'ultima dell'AS Siracusa

La prima formazione aretusea, antesignana del Siracusa, fu lo Sporting Club Ortigia nato nel 1907 e che indossò fino al 1915 una casacca a due righe biancoverde (i colori rappresentativi della città). Negli anni successivi i colori cambiarono nella tradizionale maglia azzurra, calzoncini bianchi e calzettoni azzurri. Tale scelta cromatica affonda le sue origini negli anni venti, quando si sfidarono le due principali realtà locali: l'Insuperabile (a rappresentanza del quartiere Borgata) con colori sociali giallorossi, e l'Esperia (a rappresentanza del quartiere Ortigia) con colore sociale l'azzurro a richiamare i colori del mare che circondano l’isola: successivamente fu quest'ultimo colore a venir ereditato a rappresentanza della prima squadra della città.
Nella prima uscita ufficiale, disputata nell'autunno 1924 dall'allora Gargallo contro la Centurion, formazione di marinai inglesi, venne indossata una casacca nera in omaggio al regime fascista. In alcune occasioni sono stati utilizzati dei colori alternativi quali granata, verde, rosso, nero e grigio. Fra tutti i suddetti modelli solo il verde, colore rappresentativo della città, ha avuto lunga vita sulla terza divisa del club, venendo indossato annualmente soprattutto nel periodo dei festeggiamenti in onore a Santa Lucia, patrona della città.
Evoluzione Prima Divisa
| 1924-1925 | 1946-1947 | 1954-1955 | 1963-1964 | 1975-1976 | 1984-1985 | 1995-1996 | 2009-2010 | 2015-2016 | 2023-2024 |

Evoluzione Seconda Divisa
| 1925-1926 | 1947-1948 | 1966-1967 | 1978-1979 | 1990-1991 | 1992-1993 | 2009-2010 | 2011-2012 | 2015-2016 | 2023-2024 |

### Simboli ufficiali

#### Stemma

Lo stemma del Siracusa in uso dal 2025. Il leone è il simbolo più ricorrente nell'iconografia del club aretuseo.

Il primo simbolo su una casacca aretusea fece il suo esordio alla metà degli anni venti (presumibilmente nel 1925): era rappresentato da un'intersezione di lettere ed era riconducibile al nome della squadra dell'epoca (CSTG Circolo Sportivo Tommaso Gargallo), in onore a Tommaso Gargallo. 
Dalla stagione 1928-1929, un secondo simbolo divenne presente sulle maglie azzurre, come si evince da alcune foto d'archivio: da queste si evidenzia la presenza di un gallo posto in basso a destra, riconducibile per similitudine allo stemma di famiglia dei nobili Gargallo. Questo scomparve definitivamente a partire dalla stagione 1931-1932.
Nel 1929, durante l’incontro Messina-Siracusa (terminato 2-3 con vittoria degli azzurri all’89’), la formazione aretusea ricevette da parte di un giornalista sportivo ungherese l’appellativo di leoncelli per l’impresa ottenuta; da allora in poi, il simbolo ufficiale del club divenne il leone.
Tuttavia lo stemma maggiormente rappresentativo del club aretuseo venne realizzato nel 1974. Il logo raffigurante un leone stilizzato dal profilo laterale, rimarrà in uso come simbolo principale nei periodi 1974-1995 (AS Siracusa), 1996-2012 (US Siracusa), per poi essere utilizzato un ultima volta nel campionato di Terza Categoria stagione 2012-2013 (Città di Siracusa), apportando una variante di colori.
Dopo il fallimento dell’AS Siracusa avvenuto nel 1995, tutto il patrimonio storico sportivo dei beni immateriali risalenti al 1937 venne riscattato nel 2013, mediante un'asta, dall'avvocato Paolo Giuliano che ne ha acquisito i diritti sul suo utilizzo. Con questa procedura, Giuliano riuscì in extremis, alla chiusura del fallimento, a salvaguardare e a tenere in vita tutto il contesto dei beni per un loro possibile riutilizzo nel futuro. Paolo Giuliano si è sempre riservato sulla decisione di cederli, al fine di individuare soggetti affidabili che ne avrebbero garantito un corretto utilizzo.
Il 30 luglio 2015 alcuni rappresentanti del tifo organizzato hanno creato un nuovo stemma, sottolineando con tanto di comunicato ufficiale che il logo verrà gestito interamente dalla tifoseria, e non più dalle varie proprietà che andranno a susseguirsi, evitando così, come già avvenuto in passato, l'impossessamento indebito da parte di soggetti terzi. Ciò nonostante, nel 2016 a seguito della promozione degli azzurri al campionato professionistico di Serie C, il marchio venne registrato a nome della società Siracusa Calcio. Con la sparizione del club avvenuta nel 2019 sotto la gestione Alì, il marchio non è stato possibile riutilizzarlo nel 2025 (anno del ritorno in Serie C del Siracusa Calcio 1924) in quanto registrato a nome di un'altra società.
Il 1º luglio 2025 il Siracusa ha presentato attraverso i propri canali social il nuovo logo del club. Realizzato dal designer grafico siracusano Carlo Alberto Giardina, viene riproposta una versione moderna del leone storico dal profilo laterale, utilizzando come slogan “sguardo al futuro senza mai dimenticare il passato: modernità e tradizione”.

Stemma ideato nel 1974 ed utilizzato nel periodo dal 1996 al 2012.
Stemma ideato dalla tifoseria aretusea utilizzato dal 2015 al 2019
Stemma utilizzato dal 2022 al 2025.
Stemma in uso dal 2025.

#### Inno
L'inno ufficiale della società aretusea è Azzurro, con testo di Vito Pallavicini e Paolo Conte, cantato da Adriano Celentano. La canzone in uso fin dagli anni ottanta, durante la gestione Cutrufo (2013-2018), venne volutamente rimossa perché non gradita, per poi tornare ad essere l'inno ufficiale della compagine azzurra a partire dal 2021, accompagnando l’ingresso in campo delle squadre prima del fischio d’inizio. Viene ricordato il match Siracusa-Trapani del 26 novembre 2023 dove ad inizio gara tutto lo stadio ha intonato l’inno Azzurro.
Pur tuttavia, negli anni trenta (esattamente nel 1931) fece il suo esordio un primo inno, quando ancora gli azzurri giocavano le partite interne al Campo Coloniale. Il testo, scritto da Salvatore Grillo con musica composta da Franco Patania, s'intitolava la canzone degli azzurri, e raccontava le gesta degli aretusei, con un monito di portare sempre più in alto i colori sportivi di Siracusa.

#### Mascotte

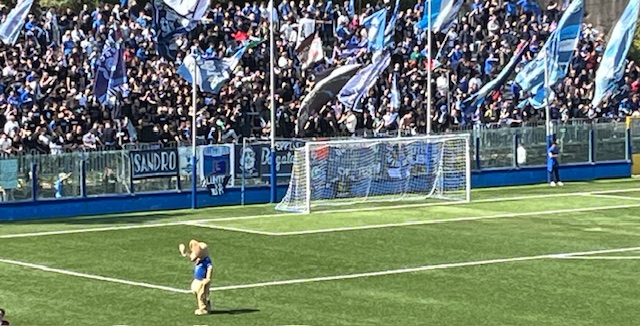
La mascotte Leo nel 2025

Durante la stagione 2011-2012 fa il suo esordio la mascotte del Siracusa Calcio di nome Leo. Ideato dal club Azzurro Nicola de Simone, il leone Leo, con indosso la maglia azzurra, è solito fare un giro di campo prima della partita e farsi scattare alcune foto insieme a tifosi e calciatori azzurri. Dopo alcuni anni di assenza, nel 2025 torna ad intrattenere gli spettatori nelle gare casalinghe degli azzurri.

## Strutture

### Stadio

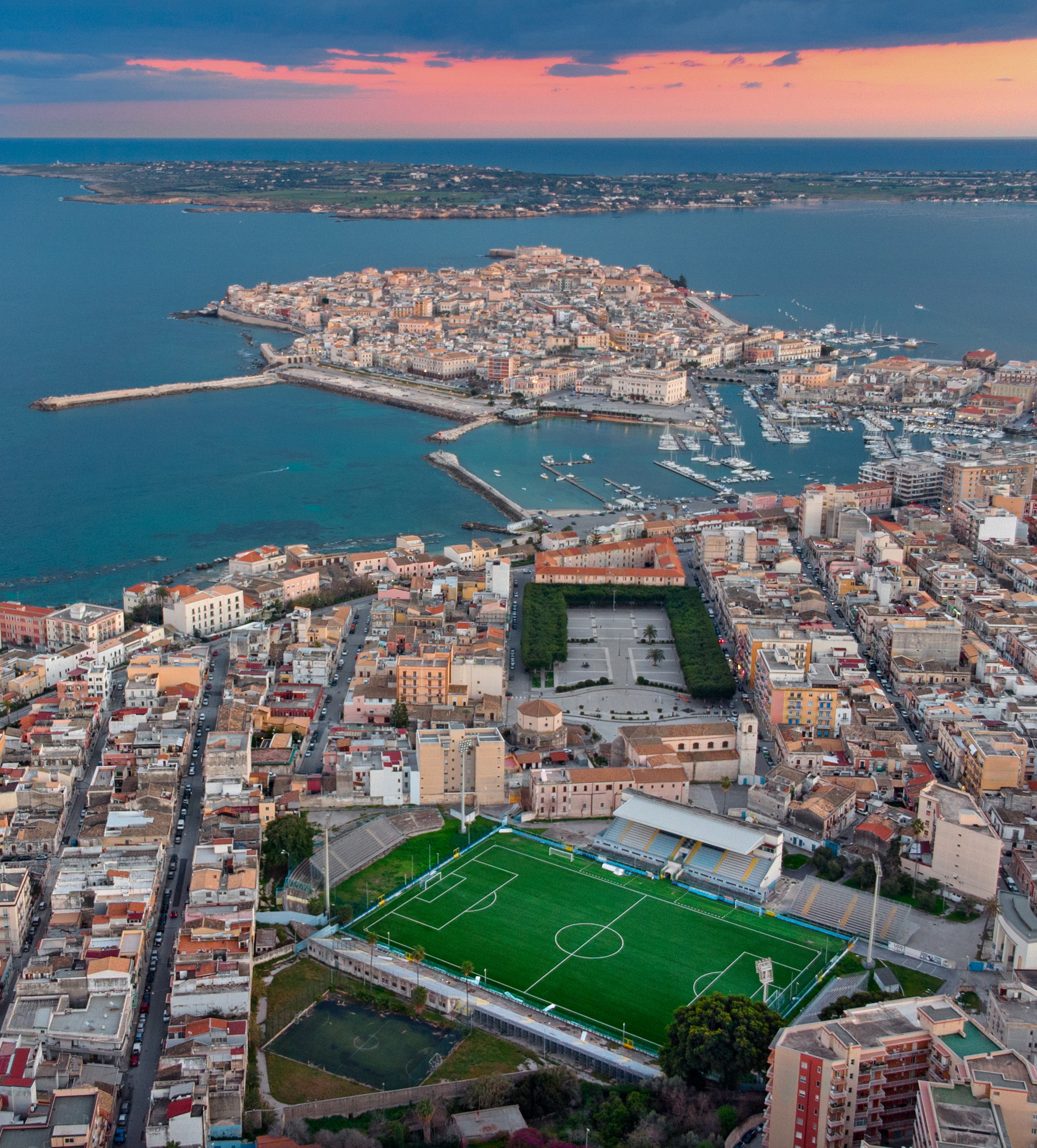
Vista aerea dello stadio De Simone.

Sono state due le strutture che hanno ospitato incontri di calcio siracusano. Il primo fu il campo Coloniale, sito in via Augusto Von Platen, aperto dall'aprile del 1924 ed abbandonato nell'ottobre del 1932. Fu demolito da lì a poco per consentire il trasferimento nel nuovo stadio Vittorio Emanuele III, inaugurato nel 1932. Negli anni ottanta fu intitolato al calciatore Nicola De Simone, calciatore morto dopo alcuni giorni di coma (il 30 maggio 1979), a causa di uno scontro di gioco durante il match contro la Palmese. Nello stesso decennio la capienza venne estesa ad oltre diecimila spettatori, ridottasi progressivamente nel corso degli anni in seguito agli adeguamenti normativi necessari a rendere idoneo l'impianto. La capienza ad oggi è omologata per complessivi 5 946 spettatori.
La particolarità dello Stadio Nicola De Simone è quella di essere ubicato nel quartiere Santa Lucia nelle vicinanze del Porto Piccolo, con vista sull’Isola di Ortigia. Lo stadio, per via del panorama mozzafiato, è stato definito tra i più  caratteristici d'Italia dal famoso giornalista sportivo italiano e volto televisivo di Sky Sport Gianluca Di Marzio.

### Centro di allenamento
Il Siracusa svolge le sedute di allenamento presso lo stadio Nicola De Simone, sede delle partite casalinghe. Altro campo d'allenamento alternativo è il Centro Sportivo Riccardo Garrone con terreno in sintetico, situato nella periferia nord-est della città, precisamente nel quartiere Tiche.

## Società
Il Siracusa Calcio 1924 è una società a responsabilità limitata, il cui capitale sociale è controllato al 100% dalla società italiana Vigigio Sport Investments Srl. Quest’ultima è connessa  alla Xequestris Solar Italia Srl (riconducibile ad Alessandro Ricci), entrambe con sede legale a Torino. 
Alessandro Ricci e’ un imprenditore carrarese, industriale impegnato nel campo delle energie rinnovabili, la cui azienda operante sia in Italia che all’estero è leader nella commercializzazione di prodotti o servizi innovativi che sfruttano in particolare impianti fotovoltaici ed energia eolica.
La matricola storica del club è stata quella dell'AS Siracusa (n. 49470) che ha mantenuto fino al 1996, anno in cui il tribunale di Siracusa ha dichiarato il fallimento societario, successivamente alla bocciatura della Covisoc per inadempienze e alla radiazione dalla Lega di Serie C nel 1995. Nel 2013 l'avvocato Paolo Giuliano riscattò mediante asta giudiziaria tutto il patrimonio storico sportivo dei beni immateriali dell'AS Siracusa acquisendone i diritti sul suo utilizzo(eccetto la matricola e il titolo sportivo che sono di proprietà esclusiva della Figc, e che li ha definitivamente revocati dopo la radiazione e il fallimento nel 1996), per poi cedere l’usufrutto nel 2023 all’attuale proprietà del club aretuseo.
| Anni      | Matricola     | Denominazione               |
| --------- | ------------- | --------------------------- |
| 1924-1930 |               | C.S. Tommaso Gargallo       |
| 1930-1932 | S.S. Syracusæ |                             |
| 1932-1935 | S.S. Siracusa |                             |
| 1937-1974 | 49470         | A.S. Siracusa               |
| 1974-1986 | 49470         | Siracusa Calcio             |
| 1986-1995 | 49470         | A.S. Siracusa               |
| 1995-1998 | 79957         | U.S.D. Siracusa Marcozzi    |
| 1998-2009 | 79957         | U.S.D. Siracusa             |
| 2009-2012 | 79957         | U.S. Siracusa               |
| 2012-2013 | 936289        | A.S.D. Città di Siracusa    |
| 2013-2014 | 917156        | A.S.D. S.C. Siracusa        |
| 2014-2016 | 917156        | A.S.D. Città di Siracusa    |
| 2016-2019 | 917156        | Siracusa Calcio             |
| 2019-2021 | 951956        | A.S.D. Siracusa             |
| 2021-2022 | 913411        | A.S.D. Città di Siracusa    |
| 2022-2023 | 913411        | A.S.D. Siracusa Calcio 1924 |
| 2023-2025 | 913411        | Siracusa Calcio 1924 S.S.D. |
| 2025-oggi | 913411        | Siracusa Calcio 1924        |

Sede sociale

Dagli anni novanta, la sede sociale del club è ubicata in via Montegrappa 120, all'interno dello stadio Nicola De Simone, grazie alla collaborazione con il Comune di Siracusa che detiene la proprietà della struttura. Inoltre vi è un immobile che oltre a fungere da sede sociale viene utilizzata come alloggio per i calciatori. 
Di seguito la cronologia delle sedi sociali che si sono susseguite negli anni.
- 1924-1927 Ortigia
- 1927-1935 Via Gelone, 75[64]
- 1937-1940 Sede Gruppo Rionale 23 Marzo 1919[15]
- 1940-1944 Sede Federazione dei Fasci[64]
- 1945-1959 Piazza delle Poste, 9 c/o sede Coni[65]
- 1959-1968 Belvedere San Giacomo[65]
- 1975-1984 Corso Timoleonte, 115
- 1985-1988 Via Mosco, 69[66]
- 1988-1992 Via Atrio dello Stadio, 3 c/o Stadio Nicola De Simone
- 1992-1995 Via Montegrappa, 120 c/o Stadio Nicola De Simone
- 1995-1998 Via Alcibiade, 51[67]
- 1998-2012 Via Montegrappa, 120 c/o Stadio Nicola De Simone
- 2012-2013 Via Monte Cammarata, 33[68]
- 2013-2014 Viale Scala Greca, 406 c/o sede HR Impianti SpA[69]
- 2014- Via Montegrappa, 120 c/o Stadio Nicola De Simone[70]

### Organigramma societario
Di seguito l'organigramma della società.
Area direttiva
- Alessandro Ricci - Presidente
- Alessandro Guglielmino - Direttore Generale
- Antonello Laneri - Direttore Sportivo

Area organizzativa
- Alessandro Failla - Segretario Generale
- Giovanni Abela - Segretario Sportivo
- Antonio Midolo - Team Manager
- Giovanni Pisano - Responsabile settore giovanile
- Christian Romano - Responsabile settore giovanile
- Luigi Calabrese - Responsabile attività giovanile di base

Area comunicazione
- Massimo Leotta - Responsabile Stampa
- Matteo D’Aquila - Responsabile comunicazione e pagine social
- Angelo Maria Micciulla - Responsabile Immagine
- Loris Romano - Speaker
- Paolo Trovato - Responsabile Service Audio
- Luca Parisi - Responsabile Logistica
- Simona Amato - Official photographer

Area marketing
- Salvatore Castagnino - Responsabile Marketing
- Massimo Leotta - Direttore Siracusa TV
- Rudi Miceli - Responsabile Biglietteria

### Sponsor
Di seguito l'elenco dei fornitori tecnici e degli sponsor ufficiali del Siracusa.
| Cronologia degli sponsor tecnici - 1978-1983 Adidas - 1983-1988 NR - 1988-1990 Philip - 1990-1992 Erreà - 1992-1995 Pienne - 1995-1999 Lotto - 1999-2000 Max - 2000-2001 Umbro - 2001-2007 Legea - 2007-2012 Max - 2012-2013 Givova/Joma - 2013-2015 Joma - 2015-2016 Onis - 2016-2022 Max - 2022-2023 Ready - 2023- Macron | Cronologia degli sponsor ufficiali - 1983-1984 Ciia - 1984-1986 Dialma - 1986-1987 Giuseppe Imbesi Supermercati Alimentari - 1987-1988 Pasta San Giorgio - 1988-1989 Provincia Regionale di Siracusa - 1989-1990 Siracusa Città d'Arte - 1990-1992 Jolly Componibili - 1992-1994 CIR Componenti Sud - 1994-1995 non presente - 1995-1996 città di Siracusa - 1996-1998 INA Assitalia - 1998-2002 Helios Hotels - 2002-2003 Maxim's Santè - 2003-2004 SP Energia Siciliana - 2004-2007 Sogeas/Salvoldi Costruzioni - 2007-2008 Toyota Autosport - 2008-2012 ERG - 2012-2013 Comeco - 2013-2014 Unigroup/Strano - 2014-2015 Moak/DomusBet - 2015-2016 Premier Win 365 - 2016-2018 Premier Win 365/Muracel - 2018-2019 non presente - 2019-2020 Grand Hotel Villa Politi/HR Impianti SpA - 2020-2022 HR Impianti SpA - 2022-2023 XeqSolar/Quigioco News - 2023-2024 XeqSolar/ISAB/NRG+/Comal - 2024-2025 XeqSolar/ISAB/NRG+/Orofollia - 2025-2026 XeqSolar/ISAB/NRG+/Balestrieri Holding/EgoGreen |

### Impegno nel sociale
Il Siracusa ha organizzato per due volte un'amichevole contro la formazione del Cara Mineo, squadra formata interamente da migranti ospiti della struttura etnea per richiedenti asilo. La prima disputata il 7 agosto 2014 e la seconda organizzata il 19 aprile 2015 per festeggiare la promozione in Serie D.
Anche il settore giovanile si è mostrato sensibile su certe tematiche, intendendo lo sport come simbolo di integrazione e spirito di accoglienza. Difatti il 25 settembre 2015 la formazione juniores ha disputato un'amichevole con i ragazzi ospiti del centro di accoglienza Sprar Aretusa. Un momento di sport legato fortemente a voler arginare qualsiasi forma di razzismo.
Il 5 gennaio 2017 a Gaetano Cutrufo ex presidente degli azzurri, viene consegnata la tessera di socio onorario della Rete Centri Antiviolenza da parte della presidentessa Raffaella Mauceri per la sensibilità mostrata al sostegno della Rete.

### Settore giovanile
Tra i titoli conquistati dal settore giovanile del Siracusa sono da citare le vittorie del Campionato Juniores Nazionali di Serie D nelle stagioni 2006-2007 e 2007-2008, con allenatore Giancarlo Betta.
I principali calciatori provenienti dal vivaio azzurro sono stati: Pietro Cancellieri, Egizio Rubino, Paolo Lombardo, Vincenzo Fazzino, Roberto Culotti, Gaetano Costa, Giovanni Grande, Ercole Giudice, Loreno Cassia, Gaetano Auteri, Giovanni Pisano, Salvatore Guastella, Giovanni Abate e Andrea Petta.

### Staff tecnico settore giovanile
- Giovanni Pisano - Responsabile settore giovanile
- Christian Romano - Responsabile settore giovanile
- Luigi Calabrese - Responsabile attività giovanile di base

Area tecnica
- Giuseppe Anastasi - Allenatore Privamera 4
- Elio Moncada - Allenatore Under 17
- Sebastiano Amodio - Allenatore Under 15
- ? - Allenatore dei Portieri
- ? - Preparatore Atletico

## Attività polisportiva

### Sezione femminile

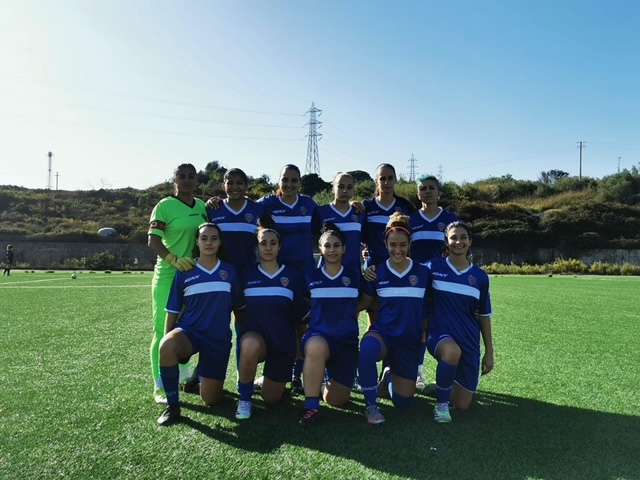
Il Siracusa Calcio 1924 femminile stagione 2023-2024

Costituita nell'estate del 2023, il Siracusa Calcio 1924 femminile è una società calcistica femminile con sede nella città di Siracusa, affiliata alla FIGC, la quale eredita la tradizione sportiva avviata dal Santa Lucia Women nel 2019. Nella stagione 2025-2026 milita in Eccellenza, quarto livello del campionato italiano.
Nella stagione 2023-2024 ha ottenuto sia la promozione in Serie C che la vittoria della Coppa Italia Eccellenza.

## Diffusione nella cultura di massa
Nella stagione 1986-1987, l'industria petrolifera IP, lanciò il concorso Squadra del cuore, del quale si parlava ogni settimana alla Domenica sportiva su Rai 1, con Sandro Ciotti e Maria Teresa Ruta. Il Siracusa, con 16.888 preferenze, si classificò al sessantacinquesimo posto fra tutte le squadre italiane.
Nel 1991 durante una puntata del programma televisivo Piacere Raiuno condotta da Toto Cutugno, trasmesso su Rai 1 eccezionalmente da Siracusa, Pippo Baudo, catanese di nascita, esalto’ la vittoria del Siracusa in trasferta al Cibali rivolgendosi al pubblico presente in sala “questi sono i siracusani che hanno vinto 4-1 a Catania”
Durante la puntata televisiva de L'eredità, noto quiz a premi condotto da Carlo Conti, andata in onda su Rai 1 in fascia pre-serale il 1º dicembre 2017, vennero inserite diverse parole tra cui: Siracusa, la Nazionale, 1968, Adriano Celentano e Paolo Conte, con collegamento finale il colore Azzurro. Il Siracusa fu la parola chiave da indovinare per via del colore di maglia della squadra di calcio.
Dal 1981 fino al 2012 e, dopo un anno di pausa, nuovamente dal 2013 al 2016, le gare domenicali degli azzurri sono state sempre affiancate del giornale Alè leoni distribuito all'interno dello stadio. Fondato dal giornalista Saretto Leotta, Alè leoni era un periodico di notizie sportive, dedicato interamente sulla squadra del Siracusa Calcio, con spazio rivolto anche ad altre discipline sportive cittadine. Nel biennio 2016-2018, con il ritorno degli azzurri in terza serie, venne sostituito dal giornale Siracusa Calcio.
Nel 2016 viene creata un'enciclopedia online dedicata interamente al Siracusa Calcio chiamata SiraPedia. Il sito ideato e realizzato da Fabrizio Santuccio, elabora periodicamente dati, curiosità, statistiche e record legati ai colori azzurri.

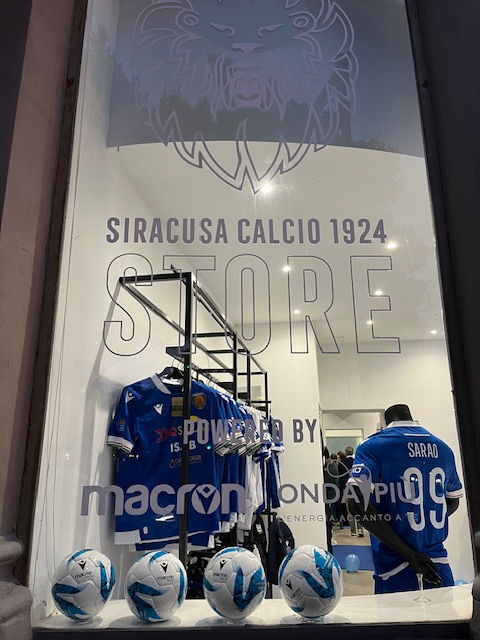
Il Siracusa Store inaugurato nel 2024

Nel 2024, anno del centenario, viene inaugurato il primo Store del Siracusa Calcio 1924, avente sede in Via Foro Siracusano 28/A, rivendita ufficiale merchandising del club azzurro.
Nel 2025 durante la puntata televisiva de L'eredità, condotto da Marco Liorni, andata in onda su Rai 1 in fascia pre-serale il 28 febbraio 2025, all’inserimento della frase stemmi squadre di calcio alla parola leone vennero inserite le squadre di calcio di Venezia, Frosinone, Brescia e Siracusa.

## Allenatori e presidenti

### Allenatori

Gipo Viani comincia la carriera di allenatore con il Siracusa, arrivando ad allenare la Nazionale Italiana nel biennio 1958-1960

L'allenatore della promozione in Serie B è Pietro Cancellieri. Tra i cadetti, il primo a guidare gli azzurri fu l'austriaco Engelbert König nel 1946-1947, con poca fortuna, visto che ben presto si dimise dall'incarico, mentre il mister che raggiunse il miglior piazzamento di sempre fu Mario Perazzolo nel 1950-1951, classificandosi al 5º posto.
Ad allenare gli aretusei ci furono pure dei tecnici che intrapresero una carriera brillante, tra tutti Gipo Viani (Milan, Napoli, Nazionale Italiana), e il ceco Čestmír Vycpálek (Juventus). A Carlo Facchin invece riuscì l'impresa di conquistare la promozione e la coppa di categoria.
Fra i tecnici che hanno diretto la panchina aretusea, Paolo Lombardo nel trentennio tra il 1977 ed il 2007, si è seduto in panchina per ben 12 stagioni, collezionando il record di presenze con le sue 304 panchine ufficiali (suddivise 259 in campionato, 39 in coppa Italia, 6 play-off promozione). Precisamente esordì nel 1976-1977, per poi tornare negli anni 1980-1981, 1982-1983, 1984-1986, 1987-1990, 1993-1994 ed infine nel 2007.
Altri allenatori particolarmente stimati dalla piazza sono stati Giuliano Sonzogni, Gaetano Auteri e Andrea Sottil, quest'ultimo artefice principale di due promozioni: la prima in B (sul campo, vanificata da una penalizzazione) nel 2011-2012, e la seconda nel 2015-2016 in Lega Pro.
Nel corso degli anni, la panchina azzurra è stata affidata anche a diversi tecnici siracusani, che ad oggi risultano essere 14. Nell'elenco vi figurano Pietro Cancellieri, Egizio Rubino, Paolo Lombardo, Giovanni Grande (nativo di Floridia), Luigi Cavarra, Loreno Cassia, Corrado Modicano, Gaetano Auteri (nativo di Floridia), Giancarlo Betta, Luca Aprile, Marco Pizzo, Adriano Lo Iacono, Marco Scifo, Roberto Regina e Gaspare Cacciola (nativo di Solarino).
Di seguito la cronologia degli allenatori che si sono susseguiti negli anni.
- 1924-1929  Genesio Pioletti
- 1929-1930  Mario Piselli
- 1930-1931  Róbert Winkler
- 1931-1933  Antal Mally
- 1933-1934  Mario Olenich
- 1934-1935  Gyula Lelovics
- 1935-1937 Inattivo
- 1937-1938  Fioravante Lenzi
- 1938-1939  Umberto Zanolla
- 1939-1940  Giovanni Vecchina
- 1940-1941  Gipo Viani
- 1941-1942  Italo Rossi
- 1942-1943  Raffaele D'Aquino
- 1943-1944 Inattivo
- 1944-1946  Pietro Cancellieri
- 1946-1947  Engelbert König (1ª-11ª)
 Guido Mazzetti (12ª-34ª)
- 1947-1948  Guido Mazzetti
- 1948-1949  Cesare Migliorini
- 1949-1951  Mario Perazzolo
- 1951-1952  Mario Perazzolo (1ª-10ª)
 Egizio Rubino (11ª-38ª)
- 1952-1953  Dino Bovoli (1ª-19ª)
 Egizio Rubino (20ª-24ª)
 Nereo Marini (25ª-34ª)
- 1953-1954  Nereo Marini (1ª-10ª)
 Egizio Rubino (11ª-34ª)
- 1954-1955  Egizio Rubino (1ª-15ª)
 Gino Vianello (16ª-34ª)
- 1955-1956  Gino Vianello (1ª-12ª)
 Giovanni Brezzi (13ª-34ª)
- 1956-1957  Giovanni Brezzi (1ª-22ª)
 Mario Perazzolo (23ª-34ª)
- 1957-1959  Mario Perazzolo
- 1959-1960  Oronzo Pugliese
- 1960-1961  Čestmír Vycpálek (1ª-15ª)
 Egizio Rubino (16ª-34ª)
- 1961-1962  Egizio Rubino
- 1962-1963  Sandro Puppo
- 1963-1964  Ambrogio Alfonso (1ª-7ª)
 Leonardo Costagliola (8ª-34ª)
- 1964-1965  Leonardo Costagliola (1ª-19ª)
 Mauro Mari (20ª-34ª)
- 1965-1966  Mauro Mari (1ª-9ª)
 Enrico Casini e  Rocco Testa (10ª-12ª)
 Volturno Diotallevi (13ª-34ª)
- 1966-1967  Ettore Mannucci (1ª-19ª)
 Enrico Casini e  Rocco Testa (20ª-34ª)
- 1967-1968  Aristide Coscia (1ª-8ª)
 Leonardo Costagliola (9ª-32ª)
 Bruno Ducati e  Rocco Testa (33ª-34ª)
- 1968-1969  Leonardo Costagliola (1ª-9ª)
 Vincenzo Marsico (10ª-34ª)
- 1969-1970  Paolo Giammarco (1ª-33ª)
 Giuseppe Franzò (34ª)
- 1970-1971  Enzo Benedetti
- 1971-1972  Enzo Benedetti (1ª-23ª)
 Giuseppe Franzò (24ª-25ª)
 Humberto Rosa (26ª-34ª)
- 1972-1973  Humberto Rosa (1ª-2ª)
 Salvador Calvanese (3ª-38ª)
- 1973-1974  Salvador Calvanese (1ª-11ª)
 Gennaro Rambone (12ª-38ª)
- 1974-1976  Ulderico Sacchella
- 1976-1977  Ulderico Sacchella (1ª-12ª)
 Giusto Lodi (13ª-32ª)
 Paolo Lombardo (33ª-38ª)
- 1977-1978  Alvaro Biagini (1ª-15ª)
 Paolo Lombardo (16ª-38ª)
- 1978-1980  Carlo Facchin
- 1980-1981  Carlo Facchin (1ª-8ª)
 Paolo Lombardo (9ª-9ª)
 Bruno Pesaola (10ª-27ª)
 Paolo Lombardo (28ª-34ª)
- 1981-1982  Lido Vieri (1ª-15ª)
 Graziano Landoni (16ª-25ª)
 Lido Vieri (26ª-34ª)
- 1982-1983  Mario Trebbi (1ª-13ª)
 Paolo Lombardo (14ª-34ª)
- 1983-1984  Mario Zurlini (1ª-19ª)
 Lucio Mujesan (20ª-34ª)
- 1984-1986  Paolo Lombardo
- 1986-1987  Paolo Lombardo (1ª-14ª)
 Carlo Facchin (15ª-34ª)
- 1987-1988  Lucio Mujesan (1ª-6ª)
 Carmine Tascone (7ª-10ª)
 Paolo Lombardo (11ª-34ª)
- 1988-1990  Paolo Lombardo
- 1990-1992  Adriano Cadregari
- 1992-1993  Adriano Cadregari (1ª-11ª)
 Salvatore Di Somma (12ª-19ª)
 Adriano Cadregari (20ª-34ª)
- 1993-1994  Paolo Lombardo (1ª-18ª)
 Giuliano Sonzogni (19ª-34ª e play-out)
- 1994-1995  Giuliano Sonzogni
- 1995-1997  Giovanni Grande
- 1997-1998  Mauro Zampollini
- 1998-1999  Mauro Zampollini (1ª-11ª)
 Orazio Sorbello (12ª-16ª)
 Mauro Zampollini (17ª-26ª)
 Luigi Cavarra (27ª-34ª)
- 1999-2000  Loreno Cassia (1ª-8ª)
 Lorenzo Alacqua (9ª-30ª)
- 2000-2001  Angelo Galfano (1ª-29ª)
 Luigi Cavarra (30ª-34ª)
 Pasquale Borsellino (play-off)
- 2001-2002  Giuseppe Strano
- 2002-2003  Lorenzo Alacqua (1ª-17ª)
 Angelo Busetta (18ª-20ª)
 Corrado Modicano e  Francesco Pannitteri (21ª-34ª e play-off)
- 2003-2004  Lorenzo Alacqua (1ª-11ª)
 Ernesto Apuzzo (12ª-34ª)
- 2004-2005  Ernesto Apuzzo (1ª)
 Gaetano Auteri (2ª-34ª e play-off)
- 2005-2006  Santino Bellinvia (1ª-28ª)
 Giancarlo Betta (29ª-34ª e play-off)
- 2006-2007  Domenico Giacomarro (1ª-26ª)
 Paolo Lombardo (27ª-34ª e play-off)
- 2007-2008  Gaetano Auteri
- 2008-2009  Gaetano Auteri (1ª-27ª)
 Luca Aprile (28ª-38ª)
- 2009-2010  Giuliano Sonzogni (1ª-31ª)
 Marco Pizzo (32ª-34ª)
- 2010-2011  Giuseppe Romano (1ª-5ª)
 Guido Ugolotti (6ª-34ª)
- 2011-2012  Andrea Sottil
- 2012-2013  Adriano Lo Iacono
- 2013-2014  Orazio Pidatella (1ª-6ª)
 Giuseppe Strano (7ª-30ª e play-off)
- 2014-2015  Giuseppe Anastasi
- 2015-2016  Lorenzo Alacqua (1ª-4ª)
 Andrea Sottil (5ª-38ª)
- 2016-2017  Andrea Sottil
- 2017-2018  Paolo Bianco
- 2018-2019  Giuseppe Pagana (1ª-9ª)
 Ezio Raciti (10ª)
 Michele Pazienza (11ª-17ª)
 Ezio Raciti (18ª-38ª)
- 2019-2020  Marco Scifo
- 2020-2021  Marco Scifo (giu.-set.)
 Giovanni Ignoffo (1ª-15ª e play-off)
- 2021-2022  Roberto Regina (1ª-2ª)
 Giuseppe Mascara (3ª-30ª)
- 2022-2023  Giuseppe Mascara (1ª-7ª)
 Gaspare Cacciola (8ª-30ª e play-off)
- 2023-2024  Gaspare Cacciola (1ª-33ª)
 Fernando Horacio Spinelli (34ª-38ª e play-off)
- 2024-oggi  Marco Turati

### Presidenti

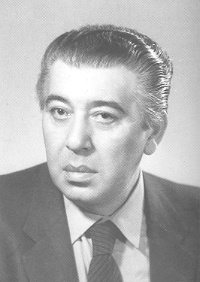
Luigi Foti presidente del Siracusa in carica nel periodo 1976-1977 e 1982-1984

Fra tutti i presidenti del club aretuseo vengono ricordati in modo particolare l'ex senatore democristiano Graziano Verzotto, che al suo primo anno di presidenza regalò alla città la promozione in serie C (dopo la finale vinta al Collana di Napoli contro i palermitani del Cantieri Navali), ed il siracusano Claudio Cassone che ebbe la fortuna di entrare nella storia del calcio cittadino nel 1978-1979 ottenendo la promozione e la Coppa Italia Serie C.
Capitolo a parte merita un altro presidente storico: Giuseppe "Pippo" Imbesi. Nel 1986 fu l'artefice principale della salvezza dalla radiazione nonché della promozione in C1 di tre anni più tardi. Tuttavia i suoi sforzi portarono ad una crisi economica insanabile: anche l'essersi inimicato la politica locale, da lui più volte attaccata duramente, fu una delle cause del suo tracollo. È venuto a mancare il 25 gennaio 2016 all'età di 75 anni. Ai suoi funerali hanno presenziato centinaia di persone per rendergli omaggio.
Dalla stagione sportiva 2004-2005 alla stagione 2011-2012 al vertice della società azzurra è stato Luigi Salvoldi: rilevata l'U.S. Siracusa dalla famiglia Lanza in Serie D e dopo alcuni tentativi, solo nella stagione 2008-2009, con Gaetano Auteri tecnico (sia pur dimessosi a 11 giornate dal termine), si riuscì a conseguire il ritorno nei professionisti, sino al maggio 2012 quando, per difficoltà economiche, Salvoldi fu costretto a gettare la spugna ed a non riuscire a garantire l'iscrizione al torneo di Lega Pro Prima Divisione.
Dal 2013 al 2018 la presidenza è stata ricoperta da Gaetano Cutrufo, entrato immediatamente nel novero dei presidenti più vincenti del club. Difatti nel giro di due anni, ottiene due promozioni consecutive (stagioni 2014-2015 e 2015-2016) portando gli azzurri dall'Eccellenza alla Serie C. Tornerà nell’agosto 2019, per rimanerci fino al 2021, prima di cedere il club.
Dal 2022 ad oggi la presidenza del Siracusa è ricoperta da Alessandro Ricci, anche lui annoverato tra i presidenti più vincenti del club. Difatti nel giro di tre anni, riesce ad ottenere due promozioni (stagioni 2022-2023 e 2024-2025) ed una vittoria dei playoff (2023-2024) traghettando gli aretusei dall'Eccellenza alla Serie C.
Nel primato dei non siracusani a presiedere il sodalizio azzurro, si sono susseguiti nel tempo il veneto Graziano Verzotto, l'umbro Giancarlo Parretti e gli imprenditori etnei Gabriele Lanza (di Caltagirone), Giovanni Alì (di Adrano) ed il toscano Alessandro Ricci.
Di seguito la cronologia dei presidenti che si sono susseguiti negli anni.
- 1924-1933  Luigi Santuccio
- 1933-1935  Sebastiano Iapichino
- 1935-1937 Inattivo
- 1937-1940  Pierluigi Romano
- 1940-1943  Filippo Reale
- 1943-1944 Inattivo
- 1944-1945  Filippo Reale
- 1945-1947  Sebastiano Aglianò
- 1947-1948  Saverio Reale
- 1948-1949  Antonino Passarello
- 1949-1950  Alfredo Musso
- 1950-1952  Santi Bordone
- 1952-1953  Gaetano Cafiso
 Marcello Alagona
- 1953-1957  Marcello Alagona
- 1957-1959  Vincenzo Fazzino
- 1959-1968  Matteo Sgarlata
- 1968-1970  Angelo Genovese
- 1970-1975  Graziano Verzotto
- 1975-1976  Maria Nicotra
- 1976-1977  Luigi Foti
- 1977-1978  Nino Fichera
- 1978-1979  Claudio Cassone
- 1979-1981  Giancarlo Parretti
- 1981-1982  Claudio Cassone
- 1982-1984  Luigi Foti
- 1984-1985  Aldo Giudice
- 1985-1986  Mario Di Silvestro
- 1986-1989  Giuseppe Imbesi
- 1989-1990  Luciano Puzzo
- 1990-1992  Franco Galanti
- 1992-1993  Dario Bramante
 Salvatore Montagno Grillo
- 1993-1994  Salvatore Montagno Grillo
- 1994-1995  Lina Schifitto
- 1995-2004  Gabriele Lanza
 Tino Longo
- 2004-2012  Luigi Salvoldi
- 2012-2013  Gaetano Favara
- 2013-2018  Gaetano Cutrufo
- 2018-2019  Giovanni Alì
- 2019-2021  Gaetano Cutrufo
- 2021-2023  Salvatore Montagno Grillo
- 2023-  Alessandro Ricci

## Calciatori

### Capitani

Genesio Pioletti

Il primo capitano del Siracusa calcio è stato Genesio Pioletti, che oltre ad aver indossato la fascia (dal 1924 a 1929), ha contestualmente allenato gli azzurri. Tra i calciatori che hanno indossato nel passato la fascia di capitano, ce ne sono diversi che hanno lasciato il segno e maggiori ricordi nella tifoseria siracusana. Sicuramente il maggior tributo è stato riservato ad Amedeo Crippa, che ha militato per tutta la sua carriera calcistica nel Siracusa. Crippa, milanese di nascita, ha infatti giocato consecutivamente con la maglia azzurra dal 1970 al 1984, collezionando il record di presenze ma soprattutto conservando la fascia di capitano per 7 anni di fila. Altro capitano è stato Sandro Degl'Innocenti: anch'egli ha indossato la fascia di capitano per un lungo periodo (dal 1966 al 1972), rimanendo tra l'affetto indiscusso della piazza. Negli anni novanta è il centrocampista Primo Maragliulo a lasciare un bel ricordo fra i tifosi azzurri, con le sue indiscusse doti tecniche ed il ruolo di leader in campo. L'ultimo ad indossare la fascia dell'AS Siracusa 1924 è stato invece Marco Giampaolo (che poi intraprenderà la carriera da allenatore), manifestando grande attaccamento alla maglia, non percependo alcuno stipendio (come il resto dei suoi compagni di squadra) per via della crisi economica che attanagliava il club. Il capitano più giovane è stato Giovanni Iodice, che ha indossato la fascia dal 2008 al 2010 (all'epoca ventiduenne).
Vengono ricordati con affetto anche i siracusani Pietro Cancellieri, Egizio Rubino, Giovanni Grande, Giovanni Pisano, Luca aprile e Gigi Calabrese. Il ruolo di capitano ricoperto nell'insolito campionato di Terza Categoria (gli azzurri ripartirono dalla categoria più bassa dopo aver rinunciato alla terza serie) è stato affidato a Gaetano Favara, che quell'anno ricopriva anche la carica di presidente del club. Si ricordano anche tra i capitani giocatori di spicco del calcio italiano come Giuseppe Mascara (2014-2015) e Davide Baiocco (2011-2012 e 2015-2016).
Di seguito la cronologia dei capitani che si sono susseguiti negli anni.
- 1924-1929  Genesio Pioletti[93]
- 1930-1931  Piero Gemme
- 1931-1932  Vincenzo Lumia
- 1932-1935  Pietro Salussoglia
- 1935-1937 club inattivo
- 1937-1945  Pietro Cancellieri[64]
- 1946-1950  Remo Peroncelli
- 1951-1953  Egizio Rubino
- 1953-1954  Giuseppe Marchetto
- 1954-1957  Giovanni Bussone
- 1957-1959  Giuseppe Radaelli
- 1959-1963  Mario Panigada[94]
- 1963-1966  Rocco Testa
- 1966-1972  Alessandro Degli Innocenti[95]
- 1972-1975  Danilo Mayer
- 1975-1984  Amedeo Crippa[96]
- 1984-1986  Giovanni Grande
- 1987-1988  Renzo Martin[97]
- 1988-1989  Giorgio Di Bari[98]
- 1989-1990  Francesco Pannitteri
- 1990-1993  Primo Maragliulo[99]
- 1993-1994  Alessandro Marcellino
 Giorgio Di Bari
 Luca Moz
- 1994-1995  Marco Giampaolo
- 1995-1999  Roberto Regina
- 1999-2000  Salvatore D'Agostino
 Biagio Lavinio
- 2000-2001  Giovanni Aiello
- 2001-2002  Domenico Puntillo
- 2002-2003  Francesco Pannitteri[100]
 Vincenzo Del Vecchio
- 2003-2004  Francesco Pannitteri[100]
 Luca Aprile
- 2004-2005  Giovanni Pisano[101]
- 2005-2006  Giovanni Pisano[101]
 Renato Mancini[102]
- 2006-2007  Gaetano Romano
 Maurizio Perrelli
- 2007-2008  Carmelo Bonarrigo
 Maurizio De Pascale[103]
- 2008-2009  Maximiliano Ginobili 
 Giovanni Iodice
- 2009-2010  Giovanni Iodice[104]
 Maurizio De Pascale
- 2010-2011  Giovanni Ignoffo[105]
- 2011-2012  Davide Baiocco[106]
- 2012-2013  Gaetano Favara[107]
- 2013-2014  Carmelo Bonarrigo
 Luigi Calabrese[108]
- 2014-2015  Giuseppe Mascara[109]
- 2015-2016  Davide Baiocco[106]
- 2016-2017  Davide Baiocco
 Fernando Horacio Spinelli[110]
- 2017-2018  Fernando Horacio Spinelli
- 2018-2019  Marco Turati
- 2019-2020  Antonio Orefice
- 2020-2021  Emanuele Catania
- 2021-2023  Carmine Giordano
- 2023-2024  Andrea Russotto
 Maikol Benassi
- 2024-2025  Domenico Maggio
 Marco Palermo
- 2025-2026  Maiko Candiano

### Contributo alle Nazionali
Di seguito è riportata la lista dei calciatori del Siracusa, che durante il loro periodo di militanza nel club, sono stati convocati in nazionale.
- Giovanni Caterino - (1992-1993) -  Italia U-21[111]
- Leonardo Colucci - (1993-1994) -  Italia U-21[112]
- Andrea Petta - (2011-2012) -  Italia U-20[113]
- Umberto Fazio - (2016-2017) -  Italia U-15[114]
- Ruben Falla - (2016-2017) -  Italia U-15[115]
- Carlo Incatasciato - (2016-2017) -  Italia U-17[116]
- Enrico Morales - (2016-2017) -  Italia U-17[117]
- Mattia Timmoneri - (2017-2018) -  Italia U-15[118]
- Gianmarco Argentino - (2017-2018) -  Italia U-17[119]
- Simone Mazzocchi - (2017-2018) -  Italia U-20[120]
- Luca Gozzo - (2018-2019) -  Italia U-15[121]

## Palmarès

### Competizioni nazionali
- Coppa Italia Semiprofessionisti: 1

1978-1979

### Competizioni interregionali
- Serie D: 4

1970-1971 (girone I), 2008-2009 (girone I), 2015-2016 (girone I), 2024-2025 (girone I)

### Competizioni regionali
- Prima Divisione: 1

1937-1938 (girone B)
- Seconda Divisione: 2

1924-1925 (girone A), 1925-1926
- Eccellenza: 2

1997-1998 (girone B), 2014-2015 (girone B)
- Promozione: 1

2019-2020 (girone D)
- Coppa Italia Dilettanti Sicilia: 1

1997-1998

### Competizioni provinciali
- Terza Categoria: 1

2012-2013
- Trofeo delle Province: 1

2012-2013

### Competizioni giovanili
- Campionato Juniores Nazionali: 2

2006-2007, 2007-2008

### Altri piazzamenti
- Serie C:

Secondo posto: 1938-1939 (girone H), 1939-1940 (girone H), 1941-1942 (girone H), 1942-1943 (girone N)
Terzo posto: 1960-1961 (girone C)
- Lega Pro Prima Divisione:

Terzo posto: 2011-2012 (girone A)
- Prima Divisione:

Secondo posto: 1932-1933 (girone I), 1933-1934 (girone H)
Terzo posto: 1931-1932 (girone F)
- Seconda Divisione:

Secondo posto: 1926-1927 (girone D)
- Serie C2:

Secondo posto: 1978-1979 (girone D), 1988-1989 (girone I)
Terzo posto: 1982-1983 (girone D)
- Serie D:

Secondo posto: 2023-2024 (girone I)
Terzo posto: 1968-1969 (girone I), 2002-2003 (girone I), 2006-2007 (girone I)
- Eccellenza:

Secondo posto: 1996-1997 (girone B), 2000-2001 (girone B), 2001-2002 (girone B), 2020-2021 (girone B)
Terzo posto: 1999-2000 (girone B), 2013-2014 (girone B)
- Promozione:

Secondo posto: 1995-1996 (girone C)
- Campionato siciliano:

Secondo posto: 1944-1945
- Coppa Italia Serie D:

Semifinalista: 2006-2007
- Scudetto Serie D:

Finalista: 2008-2009, 2024-2025
- Coppa Italia Dilettanti Sicilia:

Semifinalista: 2000-2001

## Statistiche e record

### Partecipazione ai campionati

#### Campionati nazionali
| Livello | Categoria                       | Partecipazioni | Debutto   | Ultima stagione | Totale |
| ------- | ------------------------------- | -------------- | --------- | --------------- | ------ |
| 2º      | Serie B                         | 7              | 1946-1947 | 1952-1953       | 7      |
| 3º      | Seconda Divisione               | 2              | 1926-1927 | 1927-1928       | 51     |
| 3º      | Campionato Meridionale          | 1              | 1928-1929 | 1928-1929       | 51     |
| 3º      | Prima Divisione                 | 6              | 1929-1930 | 1934-1935       | 51     |
| 3º      | Serie C                         | 31             | 1938-1939 | 2025-2026       | 51     |
| 3º      | Serie C1                        | 8              | 1979-1980 | 1994-1995       | 51     |
| 3º      | Lega Pro Prima Divisione        | 2              | 2010-2011 | 2011-2012       | 51     |
| 3º      | Lega Pro                        | 1              | 2016-2017 | 2016-2017       | 51     |
| 4º      | Serie D                         | 6              | 1968-1969 | 2024-2025       | 16     |
| 4º      | Serie C2                        | 9              | 1978-1979 | 1988-1989       | 16     |
| 4º      | Lega Pro Seconda Divisione      | 1              | 2009-2010 | 2009-2010       | 16     |
| 5º      | Campionato Nazionale Dilettanti | 1              | 1998-1999 | 1998-1999       | 8      |
| 5º      | Serie D                         | 7              | 2002-2003 | 2008-2009       | 8      |

#### Campionati regionali
| Livello | Categoria            | Partecipazioni | Debutto   | Ultima stagione | Totale |
| ------- | -------------------- | -------------- | --------- | --------------- | ------ |
| 1º      | Seconda Divisione    | 2              | 1924-1925 | 1925-1926       | 13     |
| 1º      | Prima Divisione      | 1              | 1937-1938 | 1937-1938       | 13     |
| 1º      | Eccellenza           | 10             | 1996-1997 | 2022-2023       | 13     |
| 2º      | Promozione           | 2              | 1995-1996 | 2019-2020       | 2      |
| 5º      | Terza Categoria      | 1              | 2012-2013 | 2012-2013       | 1      |
| /       | Campionato siciliano | 1              | 1944-1945 | 1944-1945       | 1      |

### Partecipazione alle coppe

#### Coppe nazionali
| Competizione                              | Partecipazioni | Debutto   | Ultima stagione | Totale |
| ----------------------------------------- | -------------- | --------- | --------------- | ------ |
| Coppa Italia                              | 6              | 1938-1939 | 2017-2018       | 6      |
| Coppa Italia Semiprofessionisti           | 9              | 1972-1973 | 1980-1981       | 30     |
| Coppa Italia Serie C                      | 17             | 1981-1982 | 2025-2026       | 30     |
| Coppa Italia Lega Pro                     | 4              | 2009-2010 | 2016-2017       | 30     |
| Coppa Italia Serie D                      | 10             | 2002-2003 | 2024-2025       | 10     |
| Poule Scudetto Serie D                    | 3              | 2008-2009 | 2024-2025       | 3      |
| Coppa Italia Dilettanti (Fase C.N.D.)     | 1              | 1998-1999 | 1998-1999       | 1      |
| Coppa Italia Dilettanti (Fase Eccellenza) | 1              | 1997-1998 | 1997-1998       | 1      |

#### Coppe regionali
| Competizione                    | Partecipazioni | Debutto   | Ultima stagione | Totale |
| ------------------------------- | -------------- | --------- | --------------- | ------ |
| Coppa Italia Dilettanti Sicilia | 10             | 1996-1997 | 2022-2023       | 10     |
| Coppa Italia Promozione Sicilia | 2              | 1995-1996 | 2019-2020       | 2      |
| Coppa delle Province Sicilia    | 1              | 2012-2013 | 2012-2013       | 1      |

### Partecipazione alle coppe internazionali
| Competizione         | Partecipazioni | Debutto | Ultima stagione |
| -------------------- | -------------- | ------- | --------------- |
| Coppa Anglo-Italiana | 1              | 1976    | 1976            |

### Altre competizioni
| Competizione         | Partecipazioni | Debutto | Ultima stagione |
| -------------------- | -------------- | ------- | --------------- |
| Lipton Challenge Cup | 1              | 1909    | 1909            |

### Statistiche di squadra

Stagione 1978-1979: il Siracusa viene promosso e vince la Coppa Italia Semiprofessionisti

La stagione 1978-1979 segna per i colori azzurri una delle pagine più trionfali di sempre. Arrivano promozione e Coppa Italia Semiprofessionisti, quest'ultima conquistata il 17 giugno 1979 battendo in casa la Biellese con rete di Ballarin, che si laureò a fine stagione capocannoniere del girone con 17 reti. Quello azzurro è stato il primo club siciliano ad aggiudicarsi un trofeo. Successivamente il Palermo e il Catania sono riusciti ad eguagliare questo primato vincendo la medesima coppa nel 1993 e nel 2024.
Il Siracusa vanta una partecipazione alla Coppa Anglo-Italiana, competizione europea disputata tra Inghilterra e Italia nella primavera del 1976. Tra le formazioni inglesi furono affrontati il Nuneaton Borough e i londinesi del Wimbledon. Inoltre (vedi sopra) ha avuto modo di giocare diverse gare ufficiali con club di primo piano: in Serie B affrontò il Napoli nei campionati 1948-1949 e 1949-1950, la Roma nel 1951-1952 ed il Genoa nel 1951-1952 e 1952-1953. Per quanto riguarda le amichevoli, negli anni trenta affrontò il Torino; nel 1969, 1970 e 1972 la Juventus (1-5; 1-5; 1-3); sempre negli anni settanta Fiorentina (0-0) e Inter (0-1); nel decennio successivo, precisamente nel 1985, ritornarono al De Simone l'Inter (1-2) e la Roma (3-6).
Non sono mancate le amichevoli contro le nazionali e i club europei, affrontati sin dagli albori del calcio siracusano, dai tempi dell'Ortigia Sport Club che sfidava avversari quasi sempre inglesi. Dopodiché, si ricordano le amichevoli contro gli ungheresi del Somogy (battuti 4-3) e del Budai (2-2), nei giorni di capodanno 1933 e 1934 e, diversi anni più tardi (il 19 marzo 1969), contro i maltesi del Floriana (0-0). La prima nazionale affrontata dagli azzurri fu quella svedese, il 5 marzo 1974 (4-1 per gli scandinavi in preparazione per il Mondiale 1974), e la seconda quella bulgara. il 23 dicembre 1982, in un incontro abbastanza nervoso finito a reti inviolate. Il 26 gennaio 1985 viene disputata un'amichevole prestigiosa contro la Dinamo Zagabria (1-1), seguita da quella del 26 febbraio 1989 contro il Gefle (0-0), e da quella di quasi 365 giorni dopo contro un altro avversario prestigioso, la Lokomotiv Mosca, che uscì dal De Simone con una clamorosa sconfitta (1-0 con gol di Mino Bizzarri).
Le ultime amichevoli giocate contro dei club di Serie A risalgono rispettivamente al 1º settembre 2005, contro il Messina (4-1 per i peloritani), e al 28 maggio 2009, contro la Sampdoria, vinta 2-1 dai blucerchiati. Tutti questi incontri amichevoli hanno avuto luogo a Siracusa. Il settore giovanile azzurro ha invece avuto modo di partecipare ad una coppa mondiale, precisamente la Gothia cup di Göteborg nel 1995.
Contro la Leonzio si gioca uno dei derby della provincia, il più duraturo visto che i due club si sono affrontati complessivamente 44 volte (la prima volta il 13 gennaio 1946), alcune delle quali in serie C.
La miglior serie positiva ottenuta in campionato risale alla stagione 2014-2015, con 24 risultati utili consecutivi senza subire alcuna sconfitta, mentre in casa è di 40 risultati utili consecutivi, ottenuta tra il 1931 ed il 1934. 
Nella stagione 2024-2025  gli azzurri stabiliscono alcuni record tra le mura amiche. La prima, partite casalinghe consecutive senza subire alcun gol allo stadio De Simone (dieci gare), dal 19 maggio 2024 (stagione 2023-2024 playoff Siracusa-Reggina 2-1 Mungo 23pt) al 5 gennaio 2025 (stagione 2024-2025 Siracusa-Sambiase 1-2 Umbaca 65st) per un totale di 852', nonché aver mantenuto inviolata la propria porta per tutta la durata del girone di andata (8 gare). La seconda, l’aver collezionato su un totale complessivo di 22 gare casalinghe (17 in campionato, 3 in coppa Italia e 2 in poule scudetto) ben 21 vittorie, perdendo solamente la gara in campionato contro il Sambiase (1-2).
Gli avversari maggiormente incontrati tra campionato e Coppa Italia sono: Reggina (91), Trapani (87), Salernitana (79), Cosenza (73), Messina (62), Catania (57) e Akragas (54).

### Statistiche individuali

Il recordman di presenze Amedeo Crippa alza al cielo la Coppa Italia Semiprofessionisti

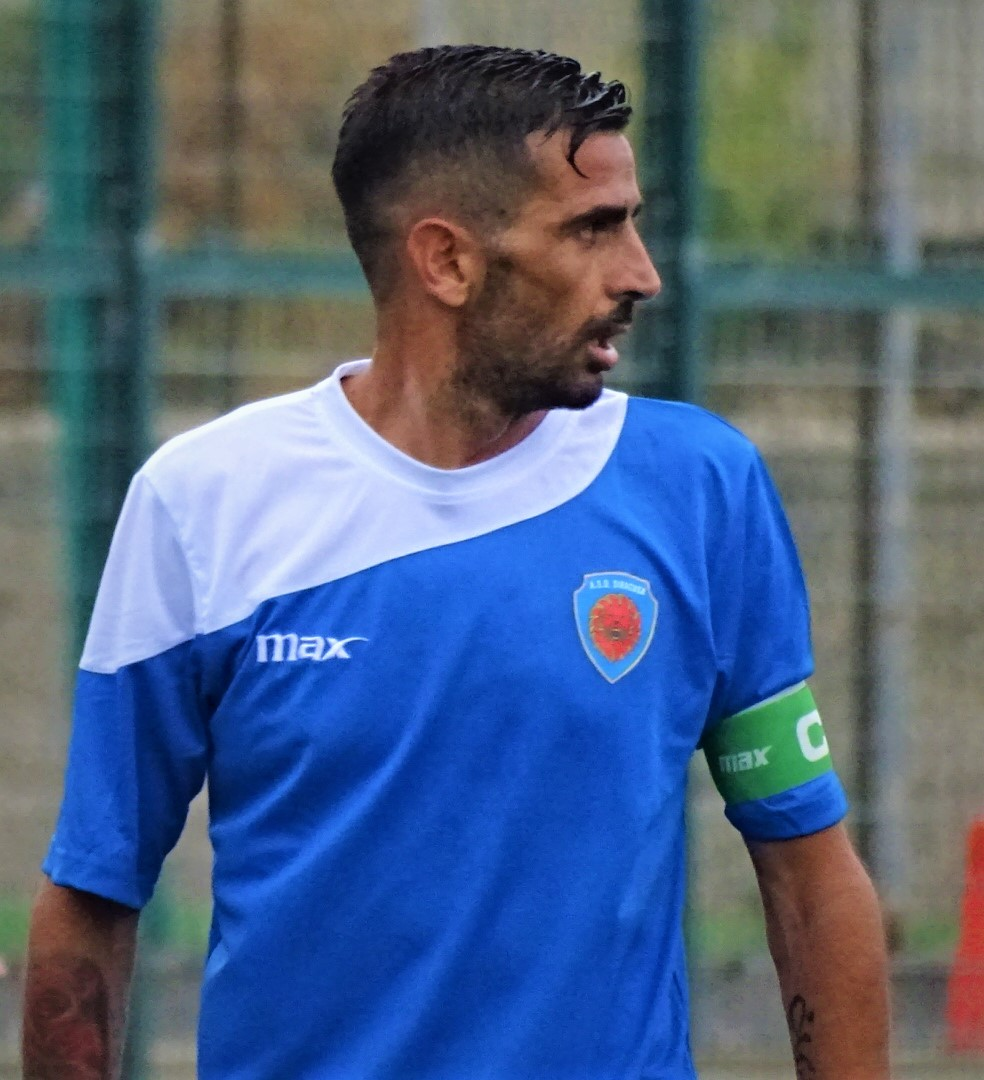
Emanuele Catania, miglior realizzatore del Siracusa con le sue 73 reti

Il calciatore che annovera più presenze in maglia azzurra è Amedeo Crippa con 462 gare ufficiali disputate (suddivise in 393 in campionato, 66 in coppa Italia e 3 nel torneo anglo-italiano). Indossò a lungo anche la fascia di capitano. Il giocatore più giovane ad aver indossato la fascia di capitano è Giovanni Iodice, allora ventiduenne, che dal 2006 al 2011 totalizzò 126 presenze.
Il calciatore straniero con maggiori presenze in maglia azzurra è l'argentino Fernando Spinelli, con 160 gare ufficiali tra campionato e Coppa Italia.
Il giocatore che detiene il record di marcature in gare ufficiali è Emanuele Catania con 73 reti (71 in campionato, 1 nei playoff, 1 in coppa Italia); seguono poi Francesco Pannitteri con 68 reti e Luciano Cavaleri con 63 (di quest’ultimo il primo gol degli azzurri in Serie B). A realizzare più gol in una singola partita sono stati con 5 reti a testa sia Egizio Rubino, in Siracusa-Siderno 16-0 del 1942, che Antonino De Luca, in un Siracusa-Gravina 10-0 del 1997; seguono a quattro Corrado Cavazza nel 1933, Fioravante Lenzi nel 1938, Calogero Nobile nel 1941, Walter Ballarin nel 1978, Silvestro Giarratana nel 1995, Francesco Pannitteri nel 2002, Giuseppe Giannaula nel 2020 ed Emanuele Catania nel 2021. 
Il calciatore straniero con più realizzazioni in maglia azzurra fu l'uruguaiano Washington Cacciavillani (soprannominato El Chico) che totalizzò 26 marcature tra campionato e coppa nazionale.
Il portiere che detiene il record di minuti di imbattibilità è Vincenzo Fazzino (1.082'). Il suo primato si estende dall'undicesima giornata (29 novembre 1970, Siracusa-Trapani 1-1, pareggio trapanese al 66°) alla ventitreesima giornata (28 febbraio 1971, Siracusa-Avola 2-1, rete degli ospiti al 68°) del campionato di Serie D 1970-1971. Al termine di quella stagione, il Siracusa subì solamente 11 reti risultando così tra le difese meno battute.
Di seguito i primatisti di presenze e reti in gare ufficiali. Nel computo sono comprese le partite di campionato e Coppa Italia.
| Record di presenze - 462 Amedeo Crippa (1970-1984) - 286 Alessandro Degli Innocenti (1965-1975) - 240 Rocco Testa (1960-1968) - 238 Egizio Rubino (1939-1945, 1947-1953) - 225 Carmine Giordano (2010-2012, 2015-2018, 2020-2023) - 221 Luciano Cavaleri (1946-1954) - 217 Giovanni Grande (1981-1986, 1995-1997) - 216 Francesco Pannitteri (1984-1988, 2002-2003) - 204 Giorgio Di Bari (1986-1990, 1993-1995) - 204 Armando Fallanca (1947-1954) | Record di reti - 73 Emanuele Catania (2015-2019, 2020-2022) - 68 Francesco Pannitteri (1984-1988, 2002-2003) - 63 Luciano Cavaleri (1946-1954) - 60 Rocco Testa (1960-1968) - 58 Silvio Mazzoli (1939-1943) - 53 Bruno Micheloni (1948-1951) - 38 Giuseppe Polo (1947-1951, 1952-1953) - 38 Carmelo Bonarrigo (2006-2008, 2013) - 36 Domenico Maggio (2023-2025) - 36 Gianluca Filicetti (1998-2005) |

## Tifoseria

### Contesto
La maggior parte dei tifosi del Siracusa Calcio 1924 proviene dal Libero consorzio comunale di Siracusa con capoluogo Siracusa.
Per quel che concerne la distribuzione geografica dei tifosi della squadra aretusea, essi sono perlopiù concentrati a Siracusa, nelle sue frazioni ed in provincia di Siracusa, con simpatizzanti anche dalla vicina provincia di Ragusa come Ispica e Pozzallo, nonché tra le comunità siracusane del nord Italia.

### Storia

Esposizione di striscioni sottratti a tifosi catanesi e giarresi nel 1992

Verso la metà degli anni settanta sorsero in gradinata i primi gruppi organizzati del tifo aretuseo.
Pur tuttavia è nel novembre 1979 che nacque il primo gruppo più rappresentativo, Blue Boys Supporters, i quali successivamente si trasferirono in curva sud, dove nel corso degli anni '80 vennero affiancati da varie fazioni, in particolar modo dalla Gioventù Sudista, costola del Fronte della Gioventù (il movimento politico giovanile del Movimento Sociale Italiano - Destra Nazionale), considerata poi, al di là della matrice politica, una delle principali organizzazioni del tifo ultras siracusano. Il gruppo rimase attivo fino all'estate del 1992, quando la sua esperienza giunse al termine causata dall'ondata repressiva e dall'ormai impossibile convivenza con gli altri gruppi organizzati della curva sud (emblematici furono i tre tagli intimidatori apportati allo striscione principale del gruppo). Altro gruppo significativo fu quello dei South Landers, fondato dal tifoso Carmelo Rametta il 24 aprile 1987 e che controllò il tifo organizzato aretuseo fino agli anni duemila. Da allora numerosi sono stati i gruppi organizzati formatisi negli anni andati poi sciolti: Hooligans, Ultras Ghetto, Drunks, Fronte d'Azione (non un gruppo ma uno striscione dei BBS), Vecchio Cuore Azzurro, Vecchia Guardia Aretusea, Gruppo Storico, Fossa dei Leoni, Aliti Pesanti, Collettivo, Blue Warriors, Gruppo Obelix, Gli Ultrà del '79 (striscione che rappresentava i veterani dei Blue Boys), USR Augusta (sezione BBS nel comune megarese), Brigata Palano (nato anch'esso come sezione Blue Boys dell'omonimo complesso di palazzine popolari nel quartiere Tiche, poi resosi gruppo vero e proprio), Crazy South, South Lions, South Rasta, Guasta Feste, Fused Brains, Irriducibili Aretusei, Krips, Kamikaos, Sirakaos, Regime Aretuseo, Fedayn, Angeli della sud (provenienti da Floridia), USR Priolo, USR sez. Mazzarona, USR sez. Ortigia, Ortigia Sbessa, Old South (striscione realizzato nel 1997 dai fondatori dei South Landers in occasione del decennale del gruppo), Quelli della bravo, Nuove Leve 2003, The Cousins, Crazy Lions, North Side, Ultras Alfeo, Buddelisti (gradinata), Veterani (tribuna centrale), Siracusa Casual Firm, Bravi Ragazzi, 17 giugno 1979, Alcoliche Bravate, For my city-for my club, Fantasmi del passato, Zona Balneare Fans, Circolo Vizioso, Area Nord, Tonnara 276, Esseerre, Etilici SRegolati, Quelli di Sempre 1924 (tribuna centrale) e La vecchia Sud.
Nel 2003 la Curva Ovest, settore dello Stadio Nicola De Simone che ospita i gruppi organizzati, venne intitolata ad Anna Limone (madre di Carmelo Rametta, fondatore e leader dei South Landers), da sempre vicina ai colori azzurri, prendendo il nome di Curva Anna.

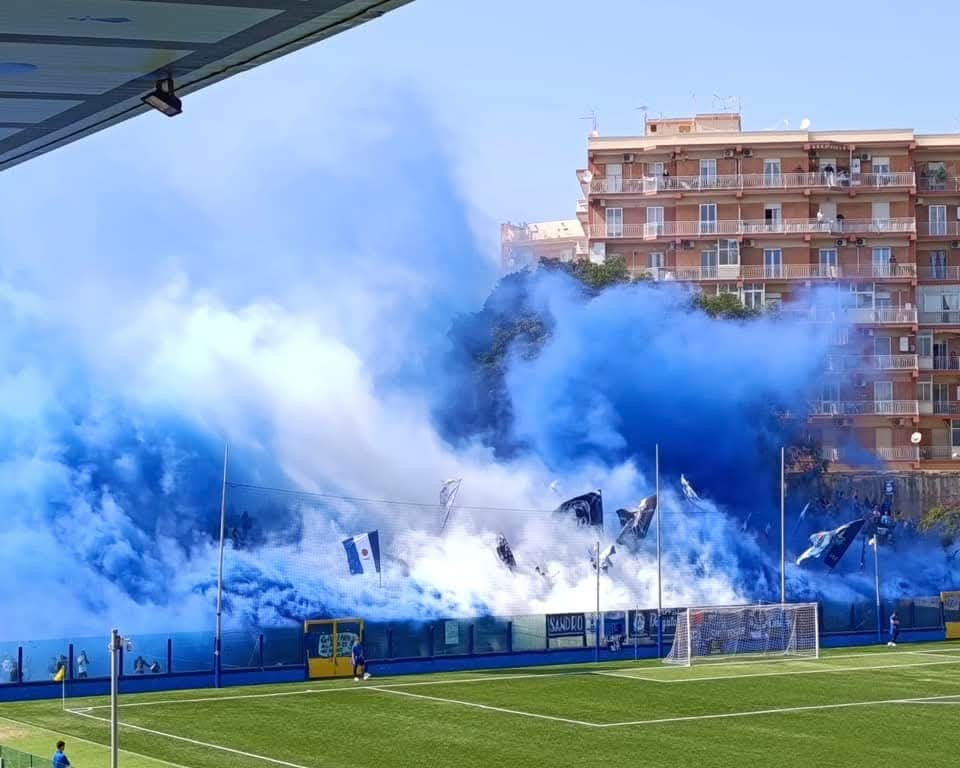
Fumogenata in Curva Anna

La Curva Anna è il settore dello Stadio De Simone che ospita il maggior numero di gruppi ultras, tra questi si segnalano quelli denominati Borgata, Villaggio Miano Ultras, Boys Ortigia, Brigata via Italia 103, Via Algeri Ultras, Sandro, Vecchie Cattive Abitudini, Marcolino e Siracusane. I gruppi organizzati presenti in curva non hanno aderito alla tessera del tifoso, ritenuta ingiusta ed incostituzionale; 
In Gradinata sono posizionati i gruppi identificati sotto lo striscione Club Azzurro Nicola De Simone, e dal 2025 proveniente dalla curva i Nun Ci Semu Cà Testa a seguito divergenze scaturite dalla sottoscrizione della tessera del tifoso. Altro gruppo esistente Aretusei Fuori Sede raggruppa una comunità di siracusani residenti nel centro-nord Italia presenti in trasferta ogni qual volta gli azzurri giocano nel settentrione.

### Gemellaggi e rivalità
Attualmente la tifoseria organizzata aretusea non sostiene alcun gemellaggio ufficiale.
Per quanto concerne i legami tra i tifosi del Siracusa e quelli delle altre squadre, ne sussistono alcune legate già da antiche alleanze fra polis in epoca greca, con Akragas (con la quale si disputa il  derby della Magna Grecia), Gela e Locri, per poi passare ai principali rapporti di amicizia con Catanzaro, Paris Saint-Germain (Karsud), Palermo, Bolzano (FdBZ Hockey Club Bozen), Marsala, Noto,  Sambiase ed Ispica. Si hanno rapporti di rispetto reciproco con le tifoserie di Perugia, Salernitana, Vibonese, Lecce, Reggina, Brindisi e Cremonese.
Nel passato si ricordano i gemellaggi con le tifoserie di Reggina (1987-1994), Palermo (1987-2011), Latina (1987-2019) e Juve Stabia (1984-2024).

Striscione Indians sottratto ai sostenitori etnei ed esposto in Curva Sud

La rivalità storica più sentita è con la tifoseria del Catania con il quale si disputa il derby dello Jonio, ed ancora oggi si scatenano frequenti scontri ogni qual volta le due squadre si affrontano. La tensione tra le due città risale addirittura all’epoca della Sicilia greca: nel 476 a.C. Siracusa sconfisse e distrusse l’antica Katane, nel 415 a.C. Catania alleatasi con Atene partecipò al fallito assedio di Siracusa, nel 403 a.C. Dionisio I di Siracusa rase nuovamente al suolo Catania per riaffermare il predominio siracusano.

Altre rivalità piuttosto accese sono con le tifoserie di Acireale, Trapani, Messina, Napoli, Savoia, Avellino, Cosenza, Modica e Leonzio. Seppur di minor rilevanza, si possono considerare rapporti di rivalità anche quelli con le tifoserie di Casertana, Nissa, Potenza, Foggia, Licata, Igea Virtus, Vittoria, Cavese, Virtus Francavilla e Paganese.

## Organico

### Rosa 2025-2026
Rosa e numerazione aggiornate al 18 agosto 2025
| N. |                           | Ruolo | Calciatore                |
| -- | ------------------------- | ----- | ------------------------- |
| 22 | Italia (bandiera)         | P     | Alessandro Farroni        |
| 1  | Italia (bandiera)         | P     | Lorenzo Arceri            |
| 23 | Costa d'Avorio (bandiera) | D     | Etienne Catena            |
| 42 | Italia (bandiera)         | D     | Simone Iob                |
|    | Italia (bandiera)         | D     | Federico Pacciardi        |
| 2  | Italia (bandiera)         | D     | Mattia Puzone             |
|    | Lituania (bandiera)       | D     | Motiejus Šapola           |
| 25 | Italia (bandiera)         | D     | Christian Bonacchi        |
| 13 | Italia (bandiera)         | D     | Ruben Falla               |
| 17 | Italia (bandiera)         | C     | Maiko Candiano (capitano) |

| N. |                    | Ruolo | Calciatore               |
| -- | ------------------ | ----- | ------------------------ |
| 27 | Senegal (bandiera) | C     | Racine Ba                |
|    | Italia (bandiera)  | C     | Filippo Damian           |
|    | Italia (bandiera)  | C     | Jacopo Frosali           |
| 43 | Italia (bandiera)  | C     | Emanuele Terraciano      |
| 24 | Italia (bandiera)  | C     | Carmelo Limonelli        |
| 30 | Italia (bandiera)  | A     | Mattia Morreale          |
| 21 | Italia (bandiera)  | A     | Giuliano Alma            |
| 7  | Italia (bandiera)  | A     | Giuseppe Guadagni        |
| 77 | Italia (bandiera)  | A     | Sebastiano Vlad Di Paolo |
| 14 | Italia (bandiera)  | A     | Gianluca Contini         |

### Staff tecnico
- Antonello Laneri - Direttore Sportivo
- Alessandro Guglielmino - Direttore Generale
- Alessandro Failla - Segretario Generale
- Giovanni Abela - Segretario Sportivo
- Antonio Midolo - Team Manager

Area tecnica
- Marco Turati - Allenatore
- Fernando Spinelli - Allenatore in seconda
- Carmine Giordano - Collaboratore Tecnico
- Graziano Urso - Allenatore dei Portieri
- Gabriele Caruso - Match Analyst
- Rinaldo Longhi - Preparatore Atletico
- Walter Buccheri - Preparatore Atletico

Area Medica
- Mariano Caldarella - Medico sociale
- Giampaolo Spadaro - Fisioterapista/Massaggiatore
- Mattia Rizza - Massofisioterapista/osteopata